# Shane Matthews
Shane Matthews (ur. w 1964) – jamajski szachista, mistrz międzynarodowy od 2018.
Jest drugim w historii (po Jomo Pittersonie) jamajskim szachistą, który otrzymał tytuł mistrza międzynarodowego. Wielokrotnie zwyciężał w mistrzostwach Jamajki w szachach, m.in. w latach 1984, 1986, 1987, 1989, 1997, 2002, 2003, 2017, 2018 oraz 2019. Duży sukces odniósł w 2018 r., zwyciężając w turnieju podstrefy 2.3.5 FIDE (ang Subzonal 2.3.5 Absolute Section), natomiast w 2019 r. zajął I miejsce w turnieju Barita Chess Open.
Wielokrotnie reprezentował Jamajkę w rozgrywkach drużynowych, m.in.: jedenastokrotnie na olimpiadach szachowych (w latach 1982, 1984, 1986, 1988, 1998, 2000, 2002, 2004, 2006, 2008, 2010), będąc pod tym względem rekordzistą swojego kraju. W 2018 r. na olimpiadzie w Batumi pełnił funkcję kapitana drużyny żeńskiej.
Z racji swojego taktycznego stylu gry posiada przydomek "Magik" (ang. Magician).
Najwyższy ranking w dotychczasowej karierze osiągnął 1 stycznia 2004 r., z wynikiem 2264 punktów zajmował wówczas 1. miejsce wśród jamajskich szachistów.